# Стохная
Стохная (рум. Stohnaia) — село у Резинському районі Молдови. Адміністративно підпорядковане місту Резина.

## Населення
За даними перепису населення 2004 року у селі проживали 717 осіб.
Національний склад населення села:
| Національність       | Кількість осіб | Відсоток |
| -------------------- | -------------- | -------- |
| молдавани            | 692            | 96,5%    |
| українці             | 12             | 1,7%     |
| росіяни              | 11             | 1,5%     |
| гагаузи              | 1              | 0,1%     |
| інша / без відповіді | 1              | 0,1%     |
| Всього               | 717            | 100%     |